# 한윤중
한윤중(韓允中, 814년 ~ 874년)은 중국 당나라 후기에 활약했던 무장으로, 한 차례 있었던 반란을 통해 당시 사실상 조정으로부터 독립 상태였던 위박(魏博. 본거지는 현 허베이성 한단 시) 번진(藩鎭)의 지배권을 탈취하였고, 이후 절도사(節度使)로서 870년부터 874년 사망할 때까지 위박 번진을 지배하였다. 본명 한군웅(韓君雄. 873년 개명).

## 생애

### 출신 배경 및 초기 경력
한군웅은 당 헌종 연간의 814년에 태어났다. 그의 일족은 위박 번진의 본거지인 위주(魏州. 현 허베이성 다밍 현) 출신이었다. 그의 아버지 한국창(韓國昌)은 오랫동안 위박절도사(魏博節度使) 하홍경의 수하 장수로 있었다. 그가 남긴 유산으로 인하여 한군웅은 젊은 시절부터 군문(軍門)에 사관하기 시작했다. 이후 헌종의 현손인 당 무종 연간의 833년부터 834년까지의 기간 중에는 아버지와 함께 하홍경과 협력하여, 조정의 허가도 받지 않고 할거한 인근 소의군(昭義軍. 본거지는 현 산시성 창즈시) 번진의 무장 유진(劉稹)과의 전투에 참가하였다. 아버지 한국창은 그 전공으로 패주자사(貝州刺史. 현 허베이성 칭허 현) 겸 어사중승(御司中丞)에 임명되었고, 사후 한군웅이 절도사가 되면서 그로 인하여 병부상서(兵部尙書)에 추증되었다.

### 위박 번진의 점거
무종의 사촌인 당 의종 연간의 870년경, 하홍경이 사망하면서 그의 아들 하전호가 대를 이어 위박절도사가 되었다. 하전호는 당시 나이가 어렸지만, 엄격한 형벌과 준엄한 법령을 실행할 정도로 거칠고 교만하고 난폭하여 살인을 좋아하였다. 게다가, 이 무렵 하전호가 장병들에게 지급할 의복과 식량 등의 급여를 삭감하려고 한다는 소문이 위박 번진의 장병들 사이에서 나돌았다. 이에 격분한 장병들은 급기야 반란을 일으키기에 이르렀다. 하전호는 단기필마로 도주하였으나, 도주 중에 반란을 일으킨 장병들의 추격을 받아 살해되었다.
당시 한군웅은 위박 번진의 대장으로 있었는데, 반란을 일으킨 장병들은 그를 그들의 유후(留後)로 추대하였다. 이때 인근 성덕군 절도사(成德軍節度使. 본거지는 현 허베이성 스자좡 시) 왕경숭이 한군웅을 위하여 그에게 정절(旌節. 절도사로 임명할 때 사용되는 의장)을 내려줄 것을 요청하였다. 왕경숭의 이같은 지지로 인하여, 의종은 한군웅을 위박유후(魏博留後)에 임명하였다. 그리고 그에게 좌산기상시(左散騎常侍) 겸 어사중승의 직책을 추가로 제수(除授)하였다. 이때 의종은 그의 아들인 보왕(普王) 이엄(李儼. 훗날의 당 희종)에게 조서를 내려 명목상의 위박절도사로 삼았다. 871년, 한군웅은 정식으로 절도사에 임명되었다.
873년, 의종이 붕어하고 이엄(이때 그는 이현(李儇)으로 개명하였다)이 그 뒤를 이어 황제의 자리에 올랐다. 그가 바로 당 희종이다. 희종은 제위에 등극하였을 때 몇몇 절도사들에게 재상의 명예 직함을 하사하였는데, 이때 한군웅은 동중서문하평장사의 재상직을 하사받았다. 또한, 희종은 이와 동시에 그에게 '윤중(允中. 중심에 뜻을 둠, 즉 공평함)'이라는 새로운 이름을 하사하였다. 이때부터 한군웅은 한윤중으로 불리게 되었다. 그리고 절도사에 취임했을 당시에는 검교공부상서(檢校工部尙書)에 전임되었는데, 이후 누차 승진하여 검교사공(檢校司空)에까지 이르렀다.
874년 11월, 한윤중은 61세의 나이로 사망하였다. 위박 번진의 장병들은 그의 아들인 절도부사(節度副使) 한간을 유후로 추대하였고, 희종은 이를 받아들여 한간을 위박유후로 삼았다. 사후 태위(太尉)에 추증되었다.

## 참고 자료
- 《구당서》, 권 181 - 열전(列傳) 제131
- 《신당서》, 권 210 - 열전 제212 번진위박(藩鎭魏博)
- 《자치통감》, 권 252

| 전임 하전호 | 위박절도사 870년 ~ 874년 | 후임 한간 |